# Philipp Heinrich Welcker
Philipp Heinrich Welcker (* 24. Juni 1794 in Georgenthal; † 8. Juni 1871 in Gotha) war ein deutscher Schriftsteller.

## Leben
Philipp Heinrich Welcker war der Sohn eines herzoglichen Hofadvokaten. Er besuchte eine Schule in Georgenthal und nahm Privatunterricht beim Pfarrer. Er besuchte das Gymnasium in Gotha und studierte im Anschluss Rechtswissenschaften, nebenbei Philologie und Literaturgeschichte, in Jena. Während seines Studiums wurde er 1815 Mitglied der Urburschenschaft. Ohne juristisches Examen verließ er 1816 die Universität und beschäftigte sich in Georgenthal drei Jahre lang mit Literatur und Poetik. 1817 nahm er am Wartburgfest teil. 1820 wurde er als Collaborator Lehrer am Gymnasium illustre in Gotha. Er gab Unterricht in Latein, Deutsch und Naturwissenschaften. Im herzoglichen Naturalienkabinett in Gotha wurde er 1843 Verwalter und später mit dem Titel Professor als Sekretär an die Herzogliche Bibliothek Gotha versetzt.

## Veröffentlichungen (Auswahl)
- Der neue Fürst. An das Volk. Gotha 1826.
- Thüringer Lieder. Gotha 1831. (Online)
- Hauser. Ein lyrisches Gedicht. Gotha 1835. (Online)
- Deutschlands Auferstehung. Freiheitslieder. Gotha 1849.
- Lateinische und deutsche Lieder. Gotha 1858.